# Penske Media Corporation
Penske Media Corporation (PMC /ˈpɛnski/) — американская компания в сфере СМИ, издательского дела и информационных услуг, базирующаяся в Лос-Анджелесе и Нью-Йорке. Издаёт более 20 цифровых и печатных брендов, включая Variety, Rolling Stone, Women’s Wear Daily, Deadline Hollywood, Billboard, The Hollywood Reporter, Boy Genius Report, Robb Report, Artforum, ARTNews и другие. Председателем совета директоров и генеральным директором PMC с момента основания является Джей Пенске.
Помимо медиа-изданий, Penske Media Corporation владеет фестивалем музыки и искусства Life Is Beautiful и является 50-процентным акционером South by Southwest. Она также является владельцем компании Dick Clark Productions, которая занимается проведением наградных шоу Золотой глобус, American Music Awards, Streamy Awards, Academy of Country Music Awards и Billboard Music Awards.

## История

### Ранние годы
Компания Penske Media Corporation была основана Джеем Пенске в 2004 году. Она начиналась как компания по аффинити-маркетингу и интернет-услугам под названием Velocity Services, Inc. Компания приобрела домен Mail.com и была переименована в Mail.com Media Corporation (MMC). К 2008 году компания владела такими цифровыми развлекательными ресурсами, как OnCars.com, Hollywood Life, Movieline и MailTimes, а также управляла порталом Mail.com и сервисом электронной почты. В середине 2008 года компания получила финансирование в размере 35 миллионов долларов от ведущего фонда прямых инвестиций.
В начале 2009 года компания объявила о покупке Deadline Hollywood Daily (ныне известного как Deadline.com). Ранее этот сайт принадлежал издательству LA Weekly.

### 2012: PMC
В 2012 году компания Mail.com Media Corporation (MMC) провела ребрендинг и переименована в Penske Media Corporation. В октябре 2012 года PMC приобрела Variety Inc., включая еженедельный журнал Variety, Daily Variety, Variety.com и все связанные с ними активы, за 25 миллионов долларов у Reed Elsevier. PMC получила финансовую поддержку от хедж-фонда Third Point LLC. Некоторые из первых изменений, внесенных PMC в бизнес-план Variety, включали ликвидацию платного доступа на сайте, прекращение печати Daily Variety и увеличение инвестиций в цифровую платформу Variety.com. Платный доступ был снят 1 марта 2013 года, и после 80 лет публикации последний печатный выпуск Daily Variety был издан 19 марта 2013 года. Получивший новый дизайн журнал Variety вышел 26 марта 2013 года.
В июне 2015 года Penske Media Corporation заключила партнерство с Shutterstock Inc., чтобы конкурировать с фотоагентством Getty Images в категориях редакционных изображений в индустрии развлечений и моды. Начиная с 2016 года, Shutterstock получил эксклюзивное право и лицензию на архивы PMC в области моды и развлечений. В следующем месяце PMC приобрела Gold Derby, платформу данных и веб-сайт, использующий прогнозы пользователей и профессионалов для предсказания результатов и победителей мировых премий и событий. В январе 2016 года PMC приобрела у SnagFilms, Inc. платформу для независимого кино и телевидения IndieWire за нераскрытую сумму денег. Майкл Шнайдер, главный редактор TV Guide, присоединился к руководителям редакции Анне Томпсон, Эрику Кону и редактору Дане Харрис в качестве исполнительного редактора IndieWire.com вскоре после приобретения PMC.

### 2017:Rolling StoneиBillboard
В декабре 2017 года Penske Media приобрела у Wenner Media контрольный пакет из 51 % акций журнала Rolling Stone. В январе 2019 она стала полным собственником журнала, докупив 49 % акций у BandLab Technologies.
23 сентября 2020 года было объявлено, что PMC возьмёт на себя управление изданиями MRC Media & Info, включая главного конкурента Variety, The Hollywood Reporter, и журнал Billboard, в рамках совместного предприятия с Media Rights Capital (MRC), известного как PMRC. В свою очередь, MRC создаст второе совместное предприятие, которое будет разрабатывать контент, связанный с изданиями PMRC. В 2021 году компания приобрела 50 % акций South by Southwest.
В 2022 году компания приобрела контрольный пакет акций фестиваля музыки и искусства Life Is Beautiful, который проводится под эгидой Rolling Stone. В том же году она приобрела журнал о современном искусстве Artforum и Bookforum. Впоследствии, 12 декабря того же года, журнал Bookforum прекратил свои публикации. Компания также запустила LA3C, музыкальный фестиваль в Лос-Анджелесе, штат Калифорния .
В январе 2023 года доля в Dick Clark Productions была продана PMC через совместное предприятие Penske Media Eldridge, а в феврале 2023 года PMC стала крупнейшим акционером Vox Media, приобретя 20 % акций компании, а Джей Пенске вошёл в совет директоров Vox. Покупка Dick Clark Productions также включала в себя премии «Золотой глобус», American Music Awards, Streamy Awards, Academy of Country Music Awards и Billboard Music Awards.